# 로셀섬모자이크꼬리쥐
로셀섬모자이크꼬리쥐(Melomys arcium)는 쥐과에 속하는 설치류의 일종이다. 파푸아뉴기니 로셀 섬의 토착종이지만, 1955년 플래너리(Flannery)는 "이전에는 파푸아뉴기니의 다른 섬에서도 존재했지만, 이제는 로셀 섬을 제외하고 모두 멸종했다."라고 추정했다. 오랫동안 흰배모자이크꼬리쥐의 아종으로 보았지만, 현재는 별도의 종으로 간주한다. 개체수 상태와 생태 조건, 위협 요인에 대한 정보가 부족하기 때문에 IUCN 적색 목록에서 "정보부족종"으로 분류하고 있다. 1956년 이후 공식적으로 발견된 기록이 없지만 아직까지는 서식지 상태가 좋은 것으로 추정하고 있다. 국제 자연 보전 연맹(IUCN)은 로셀섬모자이크꼬리쥐의 개체군 상태를 "높은 단계(high priority)로 규정한다.

## 같이 보기
- 흰배모자이크꼬리쥐